# Aglaeactis
Az Aglaeactis  a madarak osztályának sarlósfecske-alakúak (Apodiformes)  rendjébe és a kolibrifélék (Trochilidae) családjába tartozó nem.

## Rendszerezésük
A nemet John Gould írta le 1848-ban, az alábbi 4 faj tartozik ide:
- Aglaeactis cupripennis
- Aglaeactis aliciae
- Aglaeactis castelnaudii
- Aglaeactis pamela

## Előfordulásuk
Dél-Amerika északnyugati részén, az Andok hegységben honosak. A természetes élőhelyük szubtrópusi és trópusi hegyi esőerdők és magaslati cserjések.

## Megjelenésük
Testhossza 12-13 centiméter körüli.